# Gare de Trostianets-Smorodyne
La gare de Trostianets-Smorodyne (ukrainien : станція Тростянець-Смородине), est une gare ferroviaire entre Smorodyne et Trostianets en Ukraine.

## Histoire

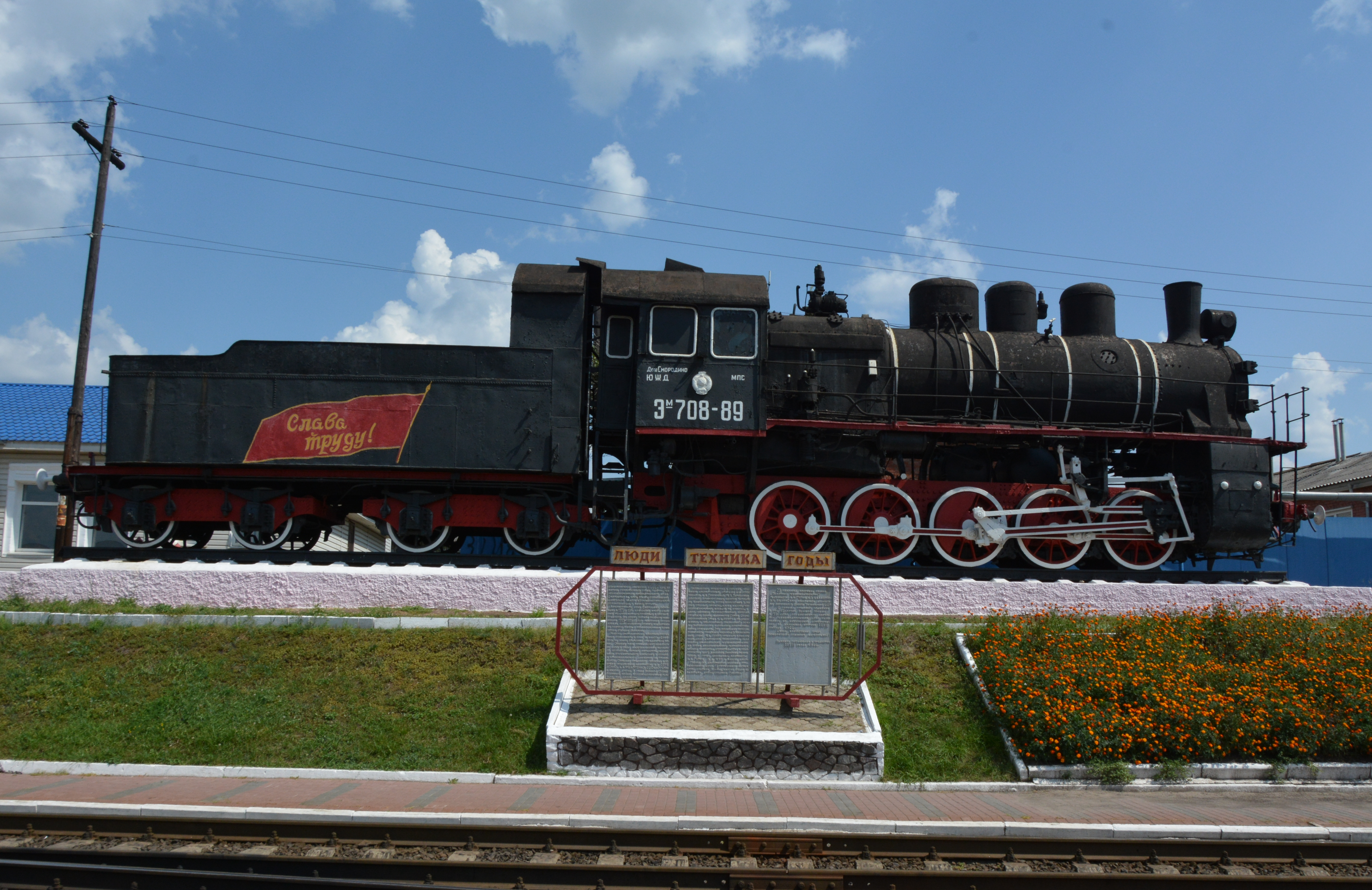
Locomotive Em708-89 classée.

Jusqu'en 1893 gare de Trostyanets et avant 2018 gare de Smorodyne. La gare est sur le tronçon Kharkov-Mykolaïv commencé en 1871, c'est en 1877 que fut commencée la construction d'un dépôt de locomotives. C'est en 1962 que le réseau ferré du sud se réorganisa et le centre fut déplacé à Soumy.

## Service des voyageurs

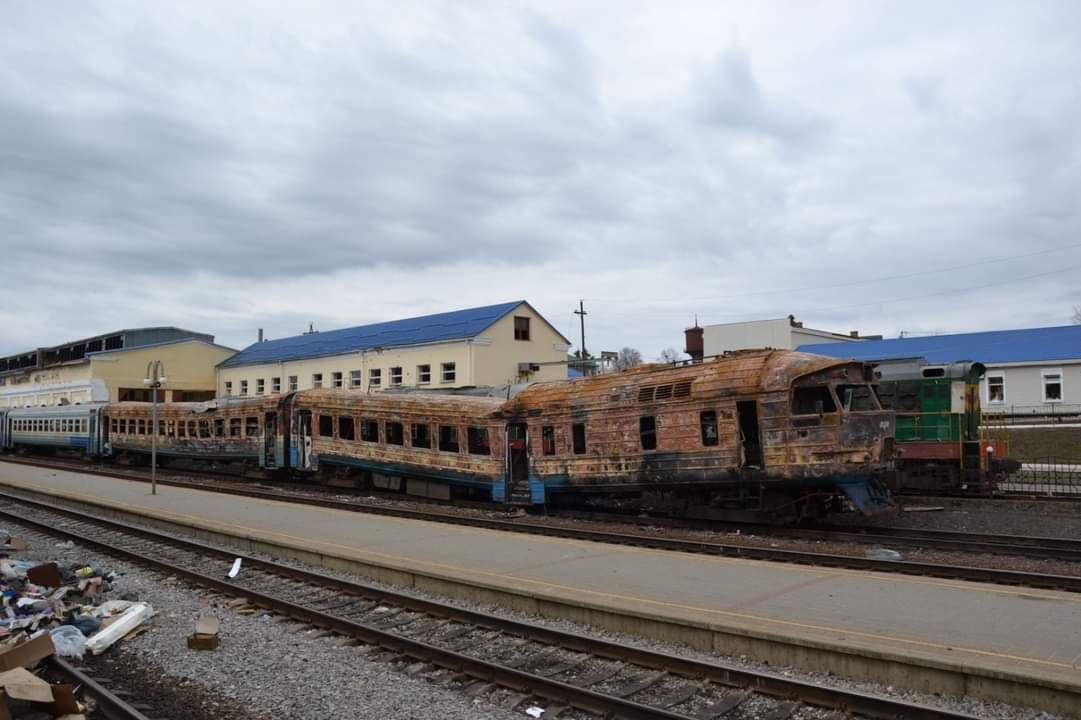
Le 29 mars 2022.

### Intermodalité
- Station de métro Vokzal'na  (Ligne Svyatochins'ko-Brovars'ka).
- Train urbain électrifié de Kiev.